# Hálka-Mårsoms naturreservat
Hálka-Mårsoms naturreservat är ett naturreservat i Arjeplogs kommun i Norrbottens län.
Området är naturskyddat sedan 2024 och är 666 hektar stort. Reservatet ligger nordost om Arjeplog invid Piteälven och består av tallskog med insprängda småsjöar och myrmarker.